# Франкенберг (Саксония)
Франкенберг (нем. Frankenberg) — город в Германии, в земле Саксония. Подчинён административному округу Хемниц. Входит в состав района Средняя Саксония. Население составляет 13 724 человека (на 31 декабря 2021 года). Занимает площадь 65,42 км². Официальный код — 14 1 82 120.
Город подразделяется на 5 городских районов.

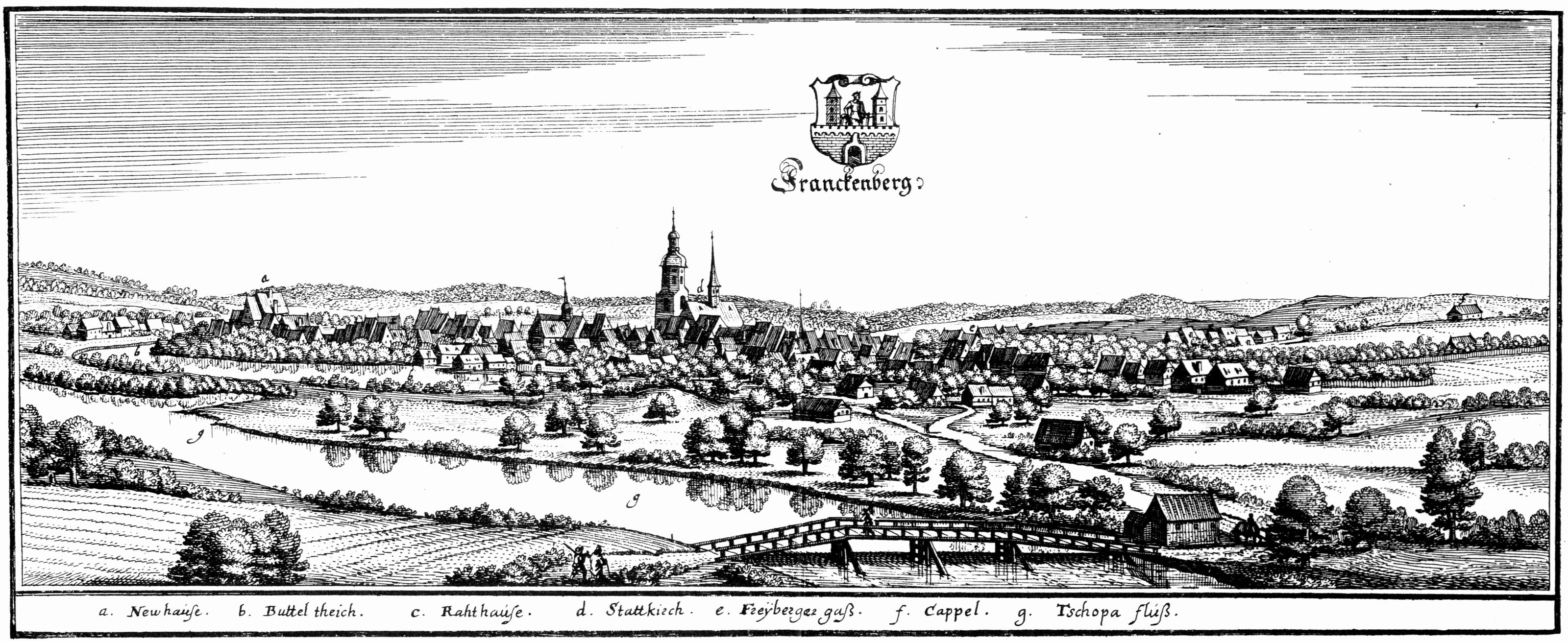
Франкенберг